# Inga exfoliata
Inga exfoliata é uma espécie vegetal da família Fabaceae.
Árvore pequena, encontrada desde as planícies litorâneas até florestas úmidas a 800 metros de altitude. Geralmente está abaixo das copas de árvores maiores (Understorey) no estado do Espírito Santo, no Brasil.